# Petros Marinakis
Petros Marinakis (Heraclión, Grecia, 16 de febrero de 1968) es un exfutbolista griego que jugaba de centrocampista. Fue un componente de la selección de fútbol de Grecia.
En España, jugó en el Sevilla F. C., entre 1996 y 1997, en Primera División.

## Carrera deportiva
Nacido en Heraclión, su primer club fue el O. F. I. Creta, de su ciudad natal, debutando en la Superliga de Grecia en 1988.
En el OFI Creta estuvo hasta la temporada 1993-94, que fue su mejor temporada en el club, disputando la Copa de la UEFA 1993-94, y marcando 6 goles en la Superliga de Grecia.
Su rendimiento hizo que el Olympiakos le fichase en 1994. Con el Olympiakos tuvo buen rendimiento, en las dos temporadas que jugó allí, aunque no terminó de brillar en el equipo de El Pireo. Aun así, en 1996 ficha por el Sevilla F. C. de la Primera División.
En el Sevilla no duró ni una temporada, regresando en marzo de 1997 a Grecia, donde regresó al O. F. I. Creta.

## Clubes
| Club             | País   | Año         |
| ---------------- | ------ | ----------- |
| OFI Creta        | Grecia | 1988 - 1994 |
| Olympiakos       | Grecia | 1994 - 1996 |
| Sevilla F. C.    | España | 1996 - 1997 |
| OFI Creta        | Grecia | 1997 - 2000 |
| Ethnikos Asteras | Grecia | 2000 - 2001 |
| OFI Creta        | Grecia | 2001        |